# Takelot II
Hedjkheperre Setepenre Takelot II Si-Ese là một pharaon thuộc Vương triều thứ 23 trong lịch sử Ai Cập cổ đại. Takelot II lên ngôi trong thời kỳ Ai Cập bị chia cắt và chỉ nắm quyền kiểm soát Trung và Thượng Ai Cập. Phần lớn các nhà Ai Cập học đều cho rằng, niên đại của ông bắt đầu từ khoảng năm 850 đến 825 TCN.
Cả hai vị vua Takelot (I và II) đều sử dụng cùng một tên ngai: Hedjkheperre Setepenre. Tuy nhiên, chỉ có Takelot II là sử dụng tính ngữ Si-Ese (Con của Isis) trong tên gọi của mình.

## Gia quyến
Takelot II là con của Đại tư tế của Amun Nimlot C và là cháu nội của pharaon Osorkon II. Ông được đồng nhất với tư tế Takelot F, người cũng được xem là con trai của Nimlot C. Ông cũng đã có nhiều người con với các bà vợ:
- Chính cung Karomama II, chị em ruột với Takelot II[8]
  - Đại tư tế Osorkon B của Thebes, về sau là vua Osorkon III.
  - Bakenptah, tướng của Heracleopolis, dựa trên một văn bản đánh dấu năm thứ 39 của Osorkon III[9].
- Tabektenasket I, sinh được một con gái tên Isisweret II, về sau kết hôn với tể tướng Thebes Nakhtefmut C, được biết đến qua chữ khắc trên quan tài của con trai Ankhpakhered và con gái Tabektenasket II[8][9][10].
- Tashep[...], sinh được một con trai tên Nimlot F. Tên của hai mẹ con xuất hiện trên một tấm bia gỗ (Turin 1468/Vatican 329), được cho là có liên quan đến Takelot II[9][10].
- Những người con khác, không rõ mẹ:
  - Shebensopdet II, lấy Đại tư tế Djedkhonsefankh C (cháu ngoại của Harsiese A), sinh được con gái là Nehemsybast[9][10].
  - Karomama E, đảm nhận chức vị Kỹ nữ của Amun[9].
  - 3 người con gái Tentsepeh (D), Irast-udja-tjau, Di-Ese-nesyt. Có thể là con của Takelot II hoặc Takelot III[8][9].

## Trị vì

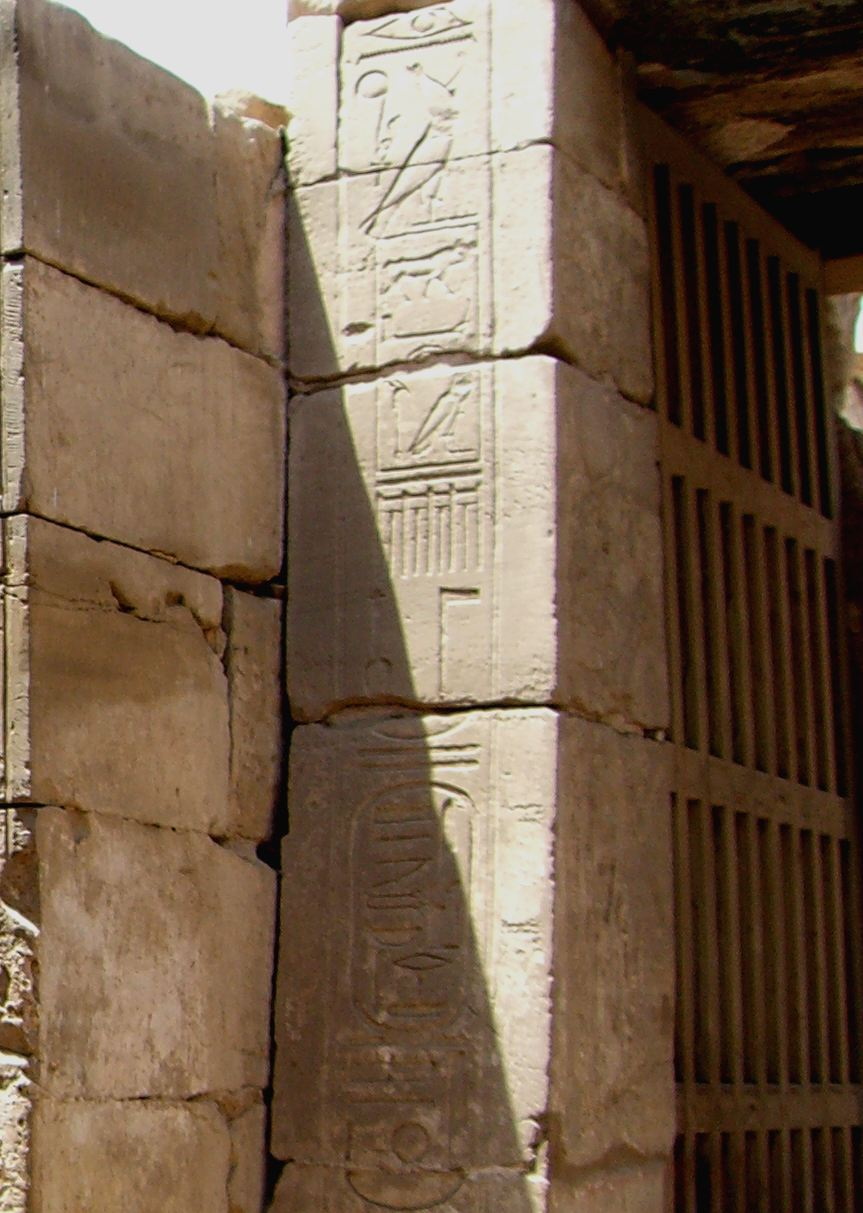
Danh hiệu của Takelot II trên cổng đền thờ Ptah, Karnak

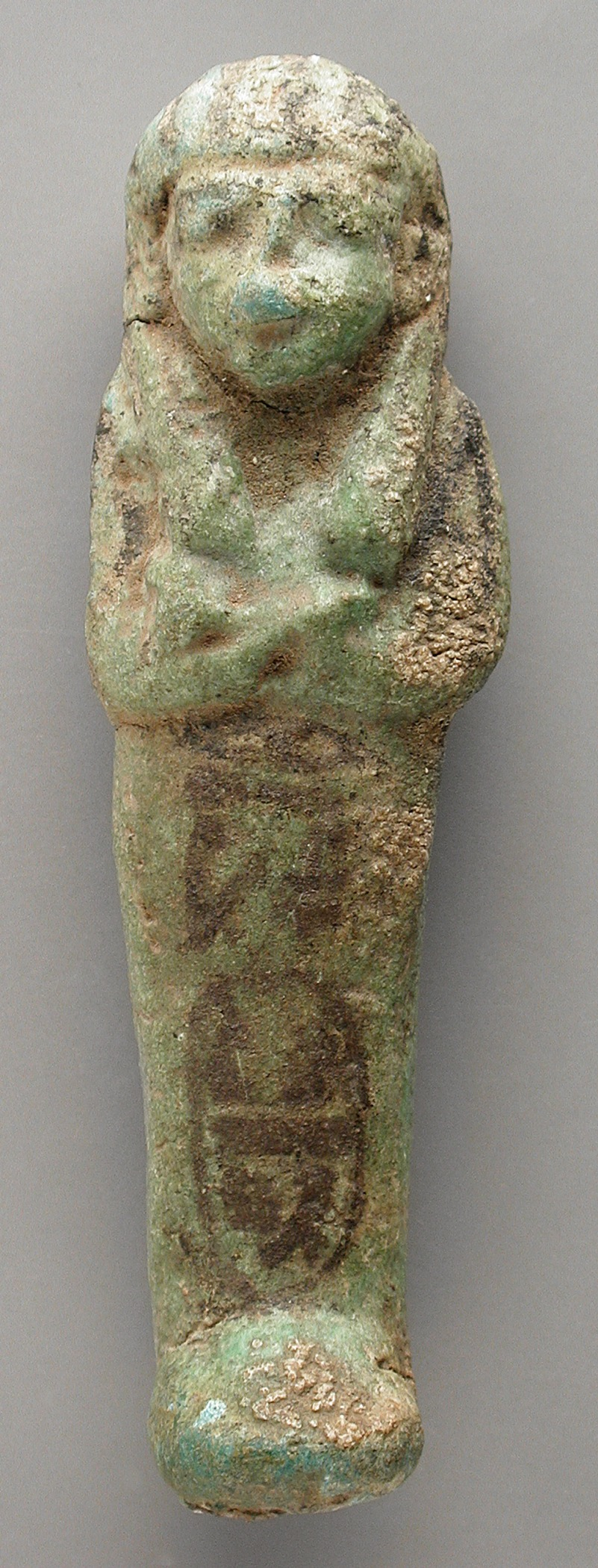
Một bức tượng shabti của Takelot II

Takelot II nắm quyền kiểm soát Trung và Thượng Ai Cập trong khoảng những năm cuối của Osorkon II và 2 thập kỷ đầu tiên của Shoshenq III (tức khoảng từ 850 đến 825 TCN). Vào năm thứ 11, một cuộc tranh giành quyền lực nổ ra bởi Pedubast I. Takelot đã phái con trai mình, Osorkon B (Osorkon III sau này) để dẹp loạn. Quân của Osorkon B giành chiến thắng, và Osorkon đã tự xưng là Đại linh mục mới của Thebes.
Tuy nhiên, chỉ bốn năm sau, Pedubast I đã tái xâm chiếm Thebes và giành thắng lợi. Điều này gây ra bất ổn trong thời gian dài ở Thượng Ai Cập bởi các cuộc đấu tranh giữa 2 phe của Takelot II / Osorkon B và Pedubast I / Shoshenq VI. Cuộc xung đột này kéo dài 27 năm và cuối cùng Osorkon B cũng đánh thắng kẻ thù của mình và lên ngôi vua.
Các năm từ 11 đến 24 của Takelot II được chứng thực qua những hoạt động của Osorkon dưới thời trị vì của cha mình. Năm thứ 25 ngắn ngủi của Takelot II được chứng thực qua một tấm bia, mà theo đó, ông đã ban đất cho con gái mình, Karomama E. Cuộn giấy cói Berlin 3048 được ghi bởi một tư tế tên Harsiese cũng có đề cập đến các năm thứ 13, 14, 16, 23 và thậm chí cả năm 26, mặc dù năm này có thể liên quan đến một pharaon khác. Cho đến nay vẫn không tìm được mộ phần của Takelot II.